# La novia de Corinto (poema)
La Novia de Corinto (Die Braut von Korinth) es un poema de Johann Wolfgang von Goethe escrito en 1797 sobre la muerte, lo sobrenatural y el vampirismo. Basado libremente en una historia de la vida de Apolonio de Tiana de Filóstrato y que el propio Goethe reconoce en su diario "como forma de inspiración debido a que la historia le fascinó" y la recreó en su Die Braut von Korinth, que escribe los días 4 y 5 de junio de 1797. 
El texto engloba prácticamente el mismo hecho secuencial del enamoramiento de dos criaturas diferentes: una mortal y otra sobrenatural que Filóstrato en su texto también aborda. Sin embargo Goethe ambientó su historia en Corinto y convirtió a Filinion en una vampira situando la acción en los primeros años del cristianismo y en medio de la controversia entre las antiguas religiones paganas y la pujante nueva religión. La elección de Corinto no es arbitraria, aludiendo a las conversiones que Pablo de Tarso había conseguido en esa ciudad griega. La protagonista y sus padres son cristianos, mientras que el joven es pagano.
Tras su publicación al año siguiente el poema causó gran controversia por su crítica al cristianismo y sus componentes eróticos. La joven vampira erguida sobre el lecho se lamenta por "un Dios que prefiere sacrificar hombres antes que ofrendas".

## Inspiración
Aunque en ocasiones erróneamente se atribuye la inspiración del poema al episodio de la vida de Apolonio de Tiana escrito por el autor griego Filóstrato, la inspiración de Goethe fue De Rebus Mirabilis (De las cosas maravillosas), una obra de Flegón de Tralles, ciudad de Lidia, actual Aydin en Turquía, que fue liberto del emperador Adriano.
Esta historia, ambientada en torno al 336-356 a. C. transcurre en la ciudad de Anfípolis, donde vive un matrimonio, Demóstrato y Cárito, que alojan en un hostal de su propiedad a un joven llamado Macates. El matrimonio tenía una hija, llamada Filinion, que muere poco después de casarse porque a quien amaba era a Macates, hasta tal punto que después de seis meses regresa de la tumba para estar con él, permaneciendo durante las noches y volviendo a la tumba durante el día.
El matrimonio descubre la presencia de Filinion, y finalmente la interrogan, pero su entrometimiento en el amor entre ambos jóvenes provoca que Filinion muera definitivamente. Macates, desesperado, se quita la vida.
- Datos: Q20171274
- Multimedia: Die Braut von Corinth / Q20171274